# Паша (приток Свири)
Паша́ — река в Ленинградской области, левый приток Свири.

## Название
Название произошло от карельского Пакшайоки, где пакша — толстый, крепкий, сильный, йоки — река

## Географические сведения
Вытекает из Пашозера (западный склон Вепсовской возвышенности). Высота истока — 115,9 м над уровнем моря. Длина реки — 242 км, площадь водосборного бассейна — 6650 км². Среднегодовой расход воды — около 70 м³/с, максимальный — 1200 м³/с. Питание Паши преимущественно снеговое, обычно замерзает в ноябре, а вскрывается во второй половине апреля. Ширина у истока 10 метров, у села Паша (бывший Пашский Перевоз) — 255 метров. Крупнейший приток — река Капша (правый).
Русло в основном песчаное, иногда каменистое, на порогах галька с валунами или известняковые плиты. Берега по большей части высокие, покрытые хвойными и смешанными лесами.
Река относится к шестому классу (местного значения) судоходства. В реку Паша приходят Староладожский и Новоладожский каналы.

## История
Близ слияния рек Паша и Сязнига зафиксировано формирование курганной обрядности. Мужские захоронения иногда сопровождались погребениями коней и отсечённых человеческих голов. Сначала было кремирование, в XI веке появляется обряд трупоположения. По Паше собиралась дань в княжескую казну (в отличие от большинства остальных территорий Новгородской земли). В этом качестве она упоминается в княжеских уставах в берестяной грамоте № 279, найденной на Неревском раскопе и датируемой 1360—1380 годами.

## Бассейн Паши

### Озёра
- Капшозеро
- Леринское озеро
- Нурмозеро
- Пашозеро
- Шугозеро

### Притоки
Основные притоки:
- Левые: Пузоя, Большая Пяльица, Верхняя Палуйца, Урья, Котиха, Явосьма, Пинега, Сукса, Сязнега.
- Правые: Пить, Капша, Сапа, Погодрица, Шижня, Кондега, Рыбежка, Кара, Кумбита, Розмега, Долгая свирица, Бабья речка.

## Населённые пункты на реке
- Вихмязь
- Рыбежно
- Рыбежно
- Паша (бывший Пашский Перевоз)
- Паша
- Надкопанье
- Свирица
- Прогаль
- Шугозеро

Кроме вышеуказанных на Паше стоит множество деревень и сёл, такие как: Коськово, Тумово, Макарьино, Снопово, Коково, Сукса, Горка, Сашково, Ратилово, Николаевщина и другие.

## Данные водного реестра
По данным государственного водного реестра России относится к Балтийскому бассейновому округу, водохозяйственный участок реки — Свирь, речной подбассейн реки — Свирь (включая реки бассейна Онежского озера). Относится к речному бассейну реки Нева (включая бассейны рек Онежского и Ладожского озера).
Код объекта в государственном водном реестре — 01040100812102000013277.